# Slaget vid Río de la Plata
Slaget vid Río de la Plata den 13 december 1939 var det första sjöslaget under andra världskriget. Den tyska tunga kryssaren Admiral Graf Spee hade anlänt till Sydatlanten före krigsutbrottet i syfte att bedriva sjöhandelskrig. En av Royal Navys styrkor som deltog i sökandet efter den tyska kryssaren bestod av den tunga kryssaren HMS Exeter samt de två lätta kryssarna HMS Ajax och HMS Achilles, de fann sitt byte utanför Río de la Plata. I det efterföljande sjöslaget skadades HMS Exeter svårt och de båda lätta kryssarna fick måttliga skador, Admiral Graf Spee fick få men kritiska skador, hennes bränslesystem och kök slogs ut vilken skulle omöjliggöra en resa tillbaka till tyska hamnar. Admiral Graf Spee skuggades av Ajax och Achilles när hon löpte in i hamnen i Montevideo, huvudstaden i det neutrala Uruguay, för att göra tillfälliga reparationer. Utan möjligheter att reparera sina skador och tvingad att lämna hamnen inom 72 timmar valde Admiral Graf Spees kapten Hans Langsdorff att låta borra sitt fartyg i sank utanför hamnen den 17 december.

## Bakgrund
Admiral Graf Spee avseglade från Wilhelmshaven den 21 augusti 1939, enligt order som givits två dagar tidigare, för att bedriva sjöhandelskrig i Sydatlanten och Indiska oceanen. Trängfartyget Altmark som skulle understödja Admiral Graf Spee avseglade redan den 5 augusti. Från krigsutbrottet i september 1939 fram till början av december samma år sänkte Admiral Graf Spree sammanlagt nio brittiska handelsfartyg på totalt 50 089 bruttoregisterton.

## Slaget
Klockan 06:10 den 13 december siktade den brittiska styrkan Graf Spee i nordväst. Det tyska fartyget hade redan siktat och identifierat Exeter men de två lätta kryssarna misstogs initialt för jagare. Fartygen misstänktes vara eskort för en konvoj av handelsfartyg, och lockad av möjligheten att kunna sänka en hel konvoj valde Graf Spees kapten Hans Langsdorff att angripa, trots tidigare underrättelserapporter som identifierade Exeter som en del i en grupp kryssare som jagade Graf Spee. Langsdorff insåg för sent att han mötte tre kryssare som inte sinkades av någon konvoj, och i ett försök att göra det bästa av läget valde Langsdorff att närma sig de brittiska fartygen med full fart för att tvinga britterna till strid innan dessa hann få upp ångtrycket för full fart. De brittiska fartygen hade högre toppfart än Graf Spee och skulle om de hann få upp ångtrycket kunna skugga Graf Spee utom räckhåll för hennes kanoner medan de kunde kalla på förstärkning.
Britterna handlade enligt sin uppgjorda stridsplan, Exeter girade till en nordvästlig kurs samtidigt som Ajax och Achilles tillsammans girade till en nordöstlig kurs, detta för att splittra upp Graf Spees eldgivning i flera riktningar. Klockan 06:18 öppnade Graf Spee eld mot Exeter på ett avstånd av 17 000 meter, strax därefter öppnade de brittiska fartygen eld. Den tyska elden visade sig träffsäker och redan med den tredje salvan hade man gafflat in Exeter. Klockan 06:23 slog en 280 millimeters granat ner strax kort om Exeter och splittret från granaten dödade torpedmanskapet, skadade fartygets radio och sökljus, samt förstörde fartygets Walrus-flygbåt, som precis skulle startas från katapulten för att leda elden mot Graf Spee. Tre minuter senare fick Exeters B-torn en direktträff som slog ut tornet, splitter från träffen skadade eller dödade större delen av personalen på bryggan.
Samtidigt minskade Ajax och Achilles avståndet till Graf Spee och lade sig för om Graf Spee, vilket tvingade henne att splittra elden från huvudartilleriet efter klockan 06:30 och använda sekundärartilleriet mot de lätta kryssarna. Strax därefter sköt Exeter två torpeder från sina styrbordstuber som båda missade. Vid 06:37 startade Ajax ett Fairey Seafox-sjöflygplan för eldledning. Klockan 06:38 girade Exeter för att kunna skjuta torpeder från sina barbordstuber men fick samtidigt två träffar av 280 millimetersgranater. En slog ut A-tornet och den andra detonerade inne i skrovet, vilket startade bränder. Vid denna tidpunkt var Exeter svårt skadad, med endast Y-tornet fortfarande fungerande men utan eldledning, en sjugradig slagsida, läckande och styrdes med hjälp av en kompass från en av skeppsbåtarna. Trots sina skador hade Exeter tillfogat Graf Spee en fatal skada, en av hennes 203 millimetersgranater hade slagit in i området mellan maskinrummen och slagit ut utrustningen för att rena bränslet till dieselmotorerna. Detta lämnade Graf Spee med endast bränsle för 16 timmar vilket inte på långa vägar skulle räcka för att ta sig till en hemmahamn och utan möjlighet att reparera skadan. Graff Spee girade nu från en östlig till en nordvästlig kurs och lade ut rök. Detta gav Graf Spee en parallellkurs till Exeter som trots sina skador fortfarande gick för full fart och sköt med sitt enda fungerande torn. Efter att vattenuppkastet från en nära träff kortslöt elsystemet för det kvarvarande tornet tvingades Exeter att dra sig ur striden, samtidigt närmade sig Ajax och Achilles Graf Spee för att täcka Exeters reträtt. Klockan 07:24 sköt Ajax en salva torpeder på 7 kilometers avstånd som tvingade Graf Spee att väja. Strax därefter träffades Ajax av en 280 millimetersgranat som slog ut X-tornet och låste Y-tornet. 07:40 började de brittiska fartygen få ont om ammunition och bränsle varvid man beslutade att avbryta striden för att övergå till att skugga Graf Spee, med förhoppningen att kunna angripa henne på natten med torpeder. Den skadade Graf Spee drog sig nu ur striden och satte kurs mot Montevideo, under resten av dagen skuggades hon av Ajax och Achilles på behörigt avstånd. På kvällen kom Graf Spee in Río de la Platas estuarium, för att undvika att hon skulle kunna skaka av sina förföljare i kanalerna genom sandbankarna ökade Ajax avståndet för att kunna genskjuta henne om hon återvände i en annan kanal. Klockan 00:10 kastade Graf Spee ankare i Montevideo i neutrala Uruguay.

## Sänkningen

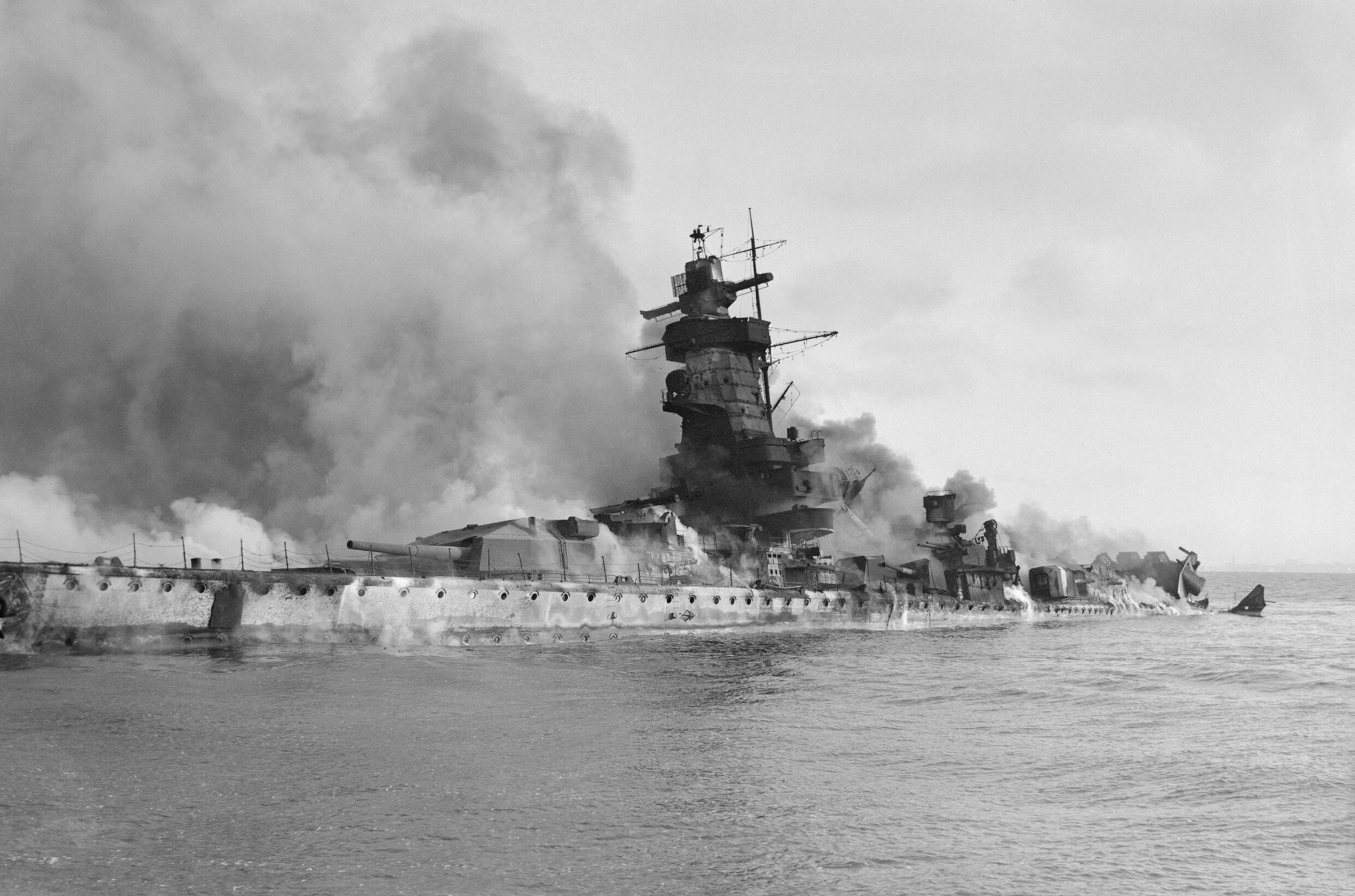
Admiral Graf Spee brinner efter att besättningen hade borrat henne i sank.

I Uruguay kom XIII:e Haagkonventionen att styra det fortsatta händelseförloppet. Enligt artikel 12 i konventionen är det förbjudet för de krigförandes fartyg att längre än 24 timmar kvarstanna i en neutral stats hamnar, på dess redder eller i dess territorialvatten. Ett undantag som tyskarna sökte att utnyttja fanns i artikel 14 som tillåter att tidsfristen kan förlängas på grund av haveri eller väderförhållanden. Även artikel 16 skulle komma att spela en stor roll, den stipulerar att ett krigförande fartyg inte kan lämna neutral hamn eller redd förrän 24 timmar efter det handelsfartyg, förande motståndarens flagga, avgått. I Montevideo släppte tyskarna 61 brittiska sjömän tillfångatagna från sänkta handelsfartyg i enlighet med artikel 13 i den V:e Haagkonventionen.
Graf Spees kapten Hans Langsdorff begärde tillstånd att få stanna i hamn i två veckor för reparationer. Brittiska diplomater med ambassadören Eugen Millington-Drake i spetsen pressade de uruguayanska myndigheterna att tvinga fram en snabb avhysning av det tyska fartyget. Efter konsultationer med London, som visste att inga betydande brittiska örlogsstyrkor fanns i närheten, fortsatte Millington-Drake att öppet kräva att Graf Spee skulle avsegla. Samtidigt som man från brittiskt håll ordnade med att brittiska och franska handelsfartyg som befann sig i Montevideo skulle avgå med 24-timmars intervall för att på så sätt aktivera artikel 16. Detta höll Graf Spee i hamn och gav mer tid för att dra samman brittiska styrkor i området.
Från brittiskt håll ville man ge intrycket av att stora styrkor hade samlats utanför Montevideo, inklusive Force H med slagkryssaren HMS Renown och hangarfartyget HMS Ark Royal, men i själva verket hade endast den tunga kryssaren HMS Cumberland hunnit fram. Cumberland var en av den tidigare County-klassen, som bara var något mer kraftfull än Exeter, med två 203-millimeters kanoner mer än Exeter. Hon ensam skulle inte kunna hota Graf Spee vars kanoner hade mycket längre räckvidd och avfyrade mycket tyngre granater. Cumberland anlände klockan 22:00 den 14 december, efter att ha gått med full fart i 36 timmar från Falklandsöarna. Stora brittiska styrkor (Renow, Ark Royal, Shropshire, Dorsetshire och Neptune) var på väg, men skulle inte hinna samlas tidigare än den 19 december. För tillfället bestod den brittiska styrka utanför Montevideo av den oskadade Cumberland samt de båda skadade lätta kryssarna Ajax och Achilles. Den lilla brittiska styrka fick order om att lägga ut rök precis utanför Montevideo för att ge intrycket av en större styrka.
Tyskarna blev vilseledda och väntade sig att möta en långt överlägsen styrka när de skulle lämna Montevideo. Graf Spee hade även gjort slut på två tredjedelar av sina 280 millimetersgranater i den tidigare striden och hade endast ammunition kvar för 20 minuters eldgivning, vilket inte var tillräckligt för att slå sig ut ur Montevideo, än mindre att nå Tyskland. Hennes bränslesystem var bortom möjligheter till reparation och fartygets kök var utslaget vilket skulle göra sjöresan hem till Tyskland omöjlig även utan militärt motstånd. Under tiden Graf Spee var förhindrad att segla överlade Langsdorff med den tyska marinstaben. Han fick order som gav viss valfrihet, men internering i Uruguay var inte ett alternativ. Tyskarna fruktade att Uruguay skulle övertalas att överge sin neutralitet och gå över till den allierade sidan. Slutligen valde Langsdorff att låta borra sitt fartyg i sank utanför hamnen den 17 december, för att undvika onödiga förluster utan något större militärt värde, ett beslut som har sagts gjorde Adolf Hitler rasande. Besättningen på Graf Spee fördes till Buenos Aires i Argentina, där Langsdorff begick självmord genom att skjuta sig på sitt hotellrum den 19 december. Han begravdes med fulla militära hedersbetygelser i Buenos Aires, flera brittiska officerare närvarade på begravningen.